# Meetelektrode
Een meetelektrode is in een potentiometrische titratie de elektrode die in staat is met een potentiaalverandering te reageren op de verandering in de concentratie van een van de bij de titratiereactie betrokken componenten.

## Voorbeelden
- De glaselektrode voor de waterstof-ionen of pH
- Zilver voor titraties met zilvernitraat
- Platina voor titraties voor redoxreacties waarbij alle componenten in oplossing blijven.
- Koper voor titraties waarbij de Cu2+ verandert